# Кнежево (Поповаць)
45°51′ пн. ш. 18°39′ сх. д. / 45.85° пн. ш. 18.65° сх. д.
Кнежево (хорв. Kneževo) — населений пункт у Хорватії, в Осієцько-Баранській жупанії у складі громади Поповаць.

## Населення
Населення за даними перепису 2011 року становило 803 осіб.
Динаміка чисельності населення поселення:

## Клімат
Середня річна температура становить 11,05 °C, середня максимальна – 25,55 °C, а середня мінімальна – -5,96 °C. Середня річна кількість опадів – 607 мм.
| Клімат поселення                              | Клімат поселення | Клімат поселення | Клімат поселення | Клімат поселення | Клімат поселення | Клімат поселення | Клімат поселення | Клімат поселення | Клімат поселення | Клімат поселення | Клімат поселення | Клімат поселення | Клімат поселення |
| Показник                                      | Січ.             | Лют.             | Бер.             | Квіт.            | Трав.            | Черв.            | Лип.             | Серп.            | Вер.             | Жовт.            | Лист.            | Груд.            |                  |
| Середній максимум, °C                         | 5,94             | 7,80             | 12,44            | 17,11            | 22,50            | 25,55            | 25,00            | 24,80            | 20,60            | 15,10            | 8,95             | 5,03             |                  |
| Середня температура, °C                       | 0,00             | 1,83             | 6,50             | 11,20            | 16,55            | 19,58            | 21,24            | 21,04            | 16,80            | 11,40            | 5,20             | 1,30             |                  |
| Середній мінімум, °C                          | −5,96            | −4,12            | 0,53             | 5,20             | 10,59            | 13,64            | 17,50            | 17,29            | 13,07            | 7,62             | 1,44             | −2,46            |                  |
| Норма опадів, мм                              | 36               | 31               | 34               | 48               | 58               | 76               | 62               | 59               | 50               | 51               | 56               | 46               |                  |
| Середньомісячна швидкість вітру, м/с          | 2.50             | 2.72             | 3.00             | 2.93             | 2.60             | 2.40             | 2.31             | 2.15             | 2.13             | 2.30             | 2.40             | 2.60             |                  |
| Середньомісячна сонячна радіація, кДж/м²·день | 4172             | 6965             | 10900            | 15482            | 19397            | 21710            | 21970            | 19928            | 14847            | 9303             | 4706             | 3447             |                  |
| --------------------------------------------- | ---------------- | ---------------- | ---------------- | ---------------- | ---------------- | ---------------- | ---------------- | ---------------- | ---------------- | ---------------- | ---------------- | ---------------- | ---------------- |
| Джерело:                                      |                  |                  |                  |                  |                  |                  |                  |                  |                  |                  |                  |                  |                  |